# 안드로겐 수용체
안드로겐 수용체 또는 안드로젠 수용체는 안드로겐을 수용하는 단백질이다. 핵 수용체에 속한다. 테스토스테론과 디하이드로테스토스테론을 수용하는 작용을 한다. NR3C4 (nuclear receptor subfamily 3, group C, member 4의 약자)이라고도 한다.

## 같이 보기
- 에스트로겐 수용체
- 안드로겐 무감응 증후군